# Inspector Gadget: Gadget’s Crazy Maze
Inspector Gadget: Gadget’s Crazy Maze — компьютерная игра в жанре головоломки, основанная на одноимённом мультсериале и выпущенная в 2001 году для PlayStation.

## Сюжет
По сюжету игры, директор корпорации ПСИХ Доктор Кло, заклятый враг Инспектора Гаджета, создал кристаллы контроля сознания на своей секретной лунной базе, после чего сбросил их на Землю, чтобы взять под контроль весь мир. В целях безопасности доктор Кло расположил их в четырёх разных участках планеты и приставил к ним своих приспешников для защиты.